# Маканани, Патриша
Патриша Маканани (англ. Patricia A. (Ann) McAnany; род. 1953) — американский антрополог и археолог, майянист. Доктор философии (1986), именной старший профессор (Kenan Eminent Professor, с 2008) и завкафедрой антропологии Университета Северной Каролины, прежде профессор Бостонского университета. Член Американского философского общества (2024).
Окончила Аляскинский университет (бакалавр, 1978).
Докторскую степень по антропологии и археологии получила в Университете Нью-Мексико, уже тогда специализируясь на археологии майя; перед тем там же получила степень магистра (1980). Являлась постдоком в Университете Цинциннати (1986-7).
Научно-преподавательскую карьеру начала в Бостонском университете (с 1987 по 1994 ассистент-, с 1995 по 2003 ассоциированный, в 2004-8 профессор). Её переход в Университет Северной Каролины в Чапел-Хилл совпал с переносом её полевых работ на север, на Юкатан.
Проводила полевые исследования на Аляске, Гавайях и Юго-Западе США. Также является внештатной сотрудницей Института Санта-Фе и старшим феллоу Думбартон-Окс. Сооснователь и исполнительный директор InHerit: Indigenous Heritage Passed to Present. В 2007-9 президент Society for Economic Anthropology.
Соавтор Questioning Collapse, вышедшей в ответ на книгу «Коллапс» Джареда Даймонда — и на которую последний же отметится негативной рецензией в Nature.
Автор книги Maya Cultural Heritage: How Archaeologists and Communities Engage the Past (2016). Другие книги:
- Ancestral Maya Economies in Archaeological Perspective (Cambridge: Cambridge University Press, 2010) {Рец. Elizabeth Graham (academic)[англ.]}
- Questioning Collapse[англ.]: Human Resilience, Ecological Vulnerability, and the Aftermath of Empire (соредактор, 2009) {Рец. Джозефа Тейнтера}
- Living with the Ancestors: Kinship and Kingship in Ancient Maya Society (1995; Austin, University of Texas Press, 2000 {Рец. Claude-François Baudez[англ.]}; 2014, revised edition)